# ウイリアム・ヘイムス
 ウイリアム・ヘイムス（本名 William Hiroshi Hames 、1952年1月26日 - ）は、神奈川県出身の写真家。

## 生い立ち
1952年湘南生まれ、湘南育ち。アメリカ人の父親と日本人の母親を持つ。高校時代からロックに熱中し、高校から大学にかけて、バンド活動を行っていた。青山学院大学 経済学部 を経て、1974年に渡米する。

## 写真家としてのキャリア
1974年に渡米後、サンフランシスコにて大学に通いながらアルバイトでグラフィック・デザインの仕事を始める。たまたま日本から来ていた音楽評論家たちと知り合いになり、趣味で撮影していたバンドの写真が雑誌に掲載されるようになる。その後、知人の紹介を経て、作品を日本の雑誌社へ売り込みに回る。当時はベイ・エリアを中心に活動。1986年にロサンゼルスに移る。多年にわたり、ジャンルを超えて、世界のミュージシャン・俳優など、様々な人物を撮り続けている。

### 出版物
| 商品の形態     | 発売年/月    | 出版社                                 | 内容詳細 |
| -------------- | ------------ | -------------------------------------- | --- |
| 月刊誌         | 毎月10日発売 | シンコーミュージック                   | YOUNG GUITAR - ギタリストの写真撮影・取材で活躍。 - コラム「ウイリアム・ヘイムスのL.A.通信 What's going on」は1987年11月号から続いている。     |
| 大型本         | 1985年3月    | シンコーミュージック                   | ヘヴィ・ロック写真集 - 絶版重版未定 |
| 大型本         | 1988年12月   | 近代映画社                             | 岡本南写真集―Southern Wind - 絶版重版未定 |
| 大型本         | 1989年10月   | ビクター音楽産業                       | ホワイト・ライオン―Official Picture Book - 絶版重版未定                                                                                        |
| ペーパーバック | 2006年10月   | Feral House                            | American Hair Metal - Steven Blush（著）、 William Hames（写真）、Eddie Malluk（写真）、Frank White（写真） - 言語・ページ数： 英語、180ページ |
| A5判           | 2024年3月    | シンコーミュージック・エンタテイメント | BURRN!叢書 34 ウイリアム・ヘイムス自伝 Man Of Two Lands - ウイリアム・ヘイムス（著） - 言語・ページ数： 日本語、176ページ                      |
| 四六判 並製    | 2024年11月   | 左右社                                 | ザ・バンド 来たるべきロック - 池上晴之（著） - 松田行正＋倉橋弘／装幀 - William Hames／カバー・本文写真 - 言語・ページ数： 日本語、176ページ   |
| B4変型判       | 2025年2月    | シンコーミュージック・エンタテイメント | MR.BIG写真集 - ウイリアム・ヘイムス（写真） - 言語・ページ数： 日本語、280ページ                                                               |

### 写真展
2002年10月4日 - 10月13日 "William Hames Early Works : 1976 – 1986" 会場：代官山クラシックス
2023年 - 7月11日 - 7月17日 "William Hames写真展　第1回「MR.BIGとの歩み」" 会場： タワーレコード渋谷店6F
2023年 - 8月29日 - 9月3日 "William Hames写真展　第2回「BACK TO 80’s:THE FINESTERA」"会場： タワーレコード渋谷店6F
2023年 - 8月29日 - 9月3日 "ウイリアム・ヘイムス写真展・第3弾「Legends Of Guitar – Part1」"会場： 科学技術館 - 東京楽器博2023
2024年 - 3月26日 - 4月7日"ウイリアム・ヘイムス自伝発売記念写真展「Man Of Two Lands」"会場： タワーレコード渋谷店7F
2024年 - 4月16日 - 4月30日"Man Of Two Lands　ロック/メタル界の名立たるアーティストを撮り続けてきたフォトグラファー"会場： 和真メガネ藤沢ギャラリー
2024年 - 5月11日 - 5月12日"ウイリアム・ヘイムス特別写真展　サウンドメッセin OSAKA"会場：大阪南港ATCホール - サウンドメッセ in OSAKA
2024年 - 10月8日 - 10月20日"ウイリアム・ヘイムス写真展 -BURRN!創刊40周年記念"会場： タワーレコード渋谷店6F
2024年 - 11月2日 - 11月3日 "ウイリアム・ヘイムス写真展"会場： 科学技術館 - 東京楽器博2024
2025年 - 3月19日 - 4月3日 "ウイリアム・ヘイムス写真展 - [GIANTS of ROCK / POP]"会場： 原宿 Space WOW

## 音楽家としてのキャリア
1974年の夏。大学と湘南の仲間で、コンサート活動を続けていた中、オリジナル曲のレコード、自主制作の一枚目となる初のLPを完成させる。その直後渡米。しばらくの間、バンド活動は休止となる。1990年、1997年とカバー曲中心のCDを2枚制作。1999年にはオリジナル曲では2枚目のCD『19-and-99』を発表。ここまでのグループ名はThe Franken Misty Brothers Band。このころには音楽業界の友人達も参加が多く、2004年に、バンド名をWilliam Hames And The Small Stepsに改め、スタジオに入り『Half And Half』を製作。その後、東京をベースにライブ活動を重ね、2008年にライブCD『Just Go For It Live』を発売。Jeff Satoをfeaturing。

### ディスコグラフィー / アルバム
| 発売年/月     | アルバム詳細 | レーベル会社  |
| ------------- | --- | ------------- |
| -             | 19-and-99 - バンド名: Franken Misty Brothers Band - 様式: CD | -             |
| 2004年4月9日  | HALF AND HALF（デラックス・エディション） Deluxe Edition - バンド名: William Hames And The Small Steps - 様式: CD | Zipangu Label |
| 2004年7月9日  | HALF AND HALF - バンド名: William Hames And The Small Steps - 様式: CD | Zipangu Label |
| 2008年5月9日  | Just Go For It Live - バンド名: William Hames And The Small Steps - 様式: CD - 内容：2008年1月、東京青山で収録されたライヴ・アルバム。 ボブ・ディランの楽曲を中心に、ブルース・セッションも3曲収録。                                                                      | jeffsmusic    |
| 2007年5月10日 | FEEDBACK ! - スペシャル・ゲストとして参加 - アーティスト名：Jeff Sato - 様式: CD - 内容：JEFF SATOの三枚目のソロ・アルバム。 敬愛するギタリスト、ジミ・ヘンドリックスとジェフ・ベックのカヴァー作品集（8.のみオリジナル）。 ゲストにWILLIAM HAMESがヴォーカルで一曲参加。 | jeffsmusic    |

### ライブ活動
| 活動年/月           | 場所                                       |
| ------------------- | ------------------------------------------ |
| 2002年10月9日・10日 | 東京都渋谷区、代官山クラシックス           |
| 2004年7月9日・10日  | 東京都渋谷区宇田川町、公園通りクラシックス |
| 2007年1月6日        | 東京都渋谷区、代官山クラシックス           |
| 2007年8月5日        | 東京都港区北青山、Z・IMAGINE               |
| 2008年1月5日・6日   | 東京都港区北青山、Z・IMAGINE               |
| 2008年10月12日      | 東京都渋谷区宇田川町、公園通りクラシックス |
| 2008年12月12日      | 東京都渋谷区宇田川町、公園通りクラシックス |
| 2010年10月14日      | 東京都渋谷区宇田川町、公園通りクラシックス |
| 2011年4月4日        | 東京都渋谷区宇田川町、公園通りクラシックス |
| 2012年4月24日       | 東京都渋谷区宇田川町、公園通りクラシックス |
| 2012年7月1日        | 東京都渋谷区宇田川町、公園通りクラシックス |
| 2012年7月2日        | 東京都港区北青山、Z・IMAGINE               |

## その他の活動
| 年/月           | 肩書き                                | 内容詳細                                                                                                  | 関連会社                                                                      |
| --------------- | ------------------------------------- | --- | ----------------------------------------------------------------------------- |
| 1988年 - 1990年 | ラジオパーソナリティ                  | 『American Saturday』 ラジオ番組 - KNACのDJ Tawn Mastrey と共演                                           | NACK5                                                                         |
| 1995年          | プロデューサー & ディレクター         | 『マーティー・フリードマンのギターキッズがんばって!!』 - マーティー・フリードマンによるギターの教則ビデオ | 株式会社シンコー・ミュージック （現：シンコーミュージック・エンタテイメント） |
| 2004年12月23日  | プロダクション & ステージマネージャー | 『歌姫 LIVE in L.A.』 中島みゆき - 様式:DVD                                                               | ヤマハ・ミュージック・コミュニケーションズ                                    |
| 2005年3月23日   | プロダクションマネージャー            | 『中島みゆきライヴ! Live at Sony Pictures Studios in L.A.』 中島みゆき - 様式: DVD                        | ヤマハ・ミュージック・コミュニケーションズ                                    |